# Thairé
Thairé est une commune du Sud-Ouest de la France située dans le département de la Charente-Maritime, en région Nouvelle-Aquitaine.
Ses habitants sont appelés les Thairésiens et les Thairésiennes.

## Géographie

### Communes limitrophes
| Salles-sur-Mer | Croix-Chapeau |         |
| Saint-Vivien   | Thairé        | Le Thou |
|                | Yves          | Ballon  |

## Urbanisme

### Typologie
Au 1er janvier 2024, Thairé est catégorisée bourg rural, selon la nouvelle grille communale de densité à 7 niveaux définie par l'Insee en 2022.
Elle est située hors unité urbaine. Par ailleurs la commune fait partie de l'aire d'attraction de La Rochelle, dont elle est une commune de la couronne,. Cette aire, qui regroupe 72 communes, est catégorisée dans les aires de 200 000 à moins de 700 000 habitants,.

### Occupation des sols
L'occupation des sols de la commune, telle qu'elle ressort de la base de données européenne d’occupation biophysique des sols Corine Land Cover (CLC), est marquée par l'importance des territoires agricoles (91,9 % en 2018), en diminution par rapport à 1990 (94,1 %). La répartition détaillée en 2018 est la suivante : 
terres arables (76,3 %), zones agricoles hétérogènes (12,4 %), zones urbanisées (4,3 %), forêts (3,8 %), prairies (3,2 %). L'évolution de l’occupation des sols de la commune et de ses infrastructures peut être observée sur les différentes représentations cartographiques du territoire : la carte de Cassini (XVIIIe siècle), la carte d'état-major (1820-1866) et les cartes ou photos aériennes de l'IGN pour la période actuelle (1950 à aujourd'hui).

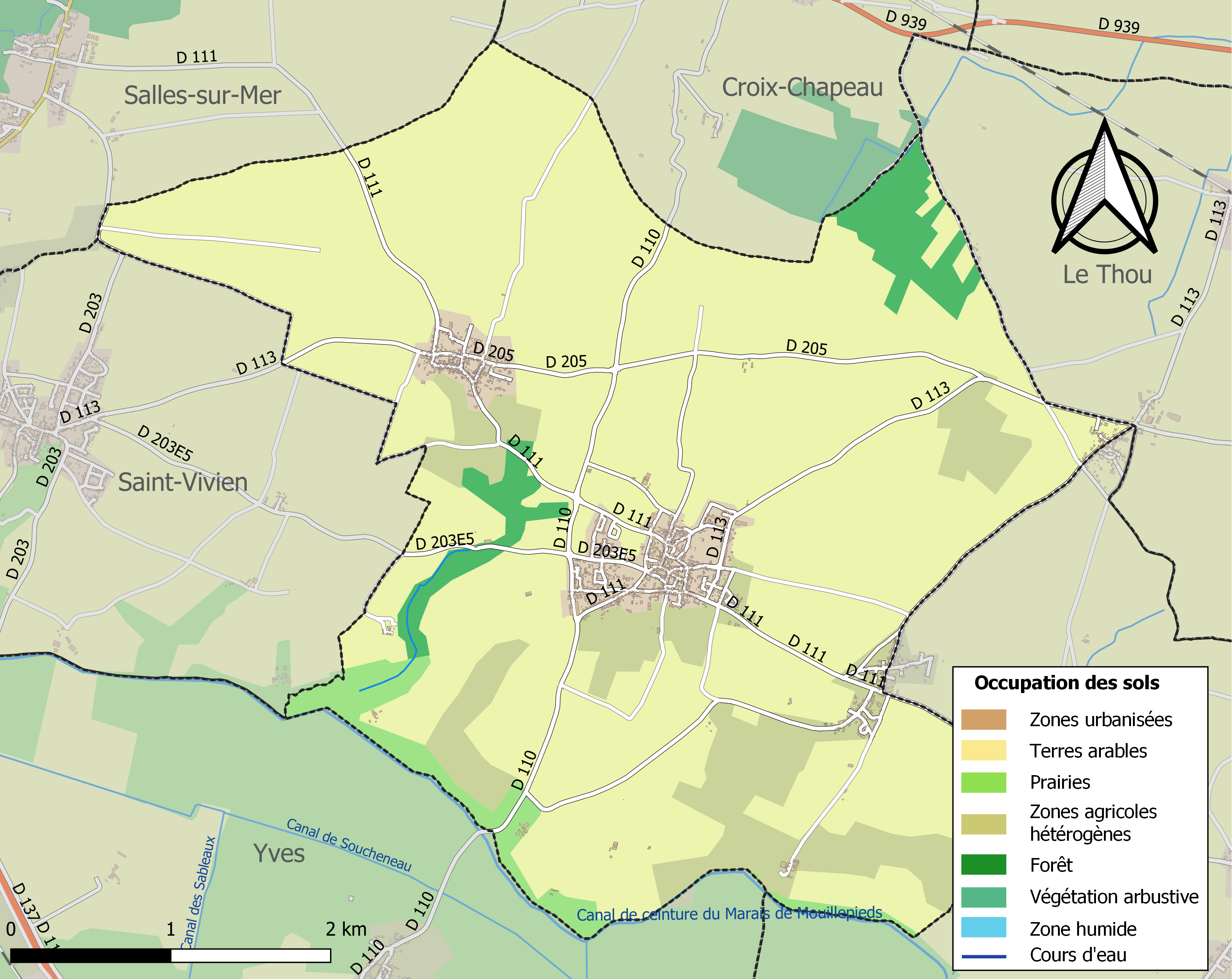
Carte des infrastructures et de l'occupation des sols de la commune en 2018 (CLC).

### Risques majeurs
Le territoire de la commune de Thairé est vulnérable à différents aléas naturels : météorologiques (tempête, orage, neige, grand froid, canicule ou sécheresse), inondations, mouvements de terrains et séisme (sismicité modérée). Il est également exposé à un risque technologique, le transport de matières dangereuses. Un site publié par le BRGM permet d'évaluer simplement et rapidement les risques d'un bien localisé soit par son adresse soit par le numéro de sa parcelle.

#### Risques naturels
Certaines parties du territoire communal sont susceptibles d’être affectées par le risque d’inondation par débordement de cours d'eau. La commune a été reconnue en état de catastrophe naturelle au titre des dommages causés par les inondations et coulées de boue survenues en 1982, 1993, 1999 et 2010,.

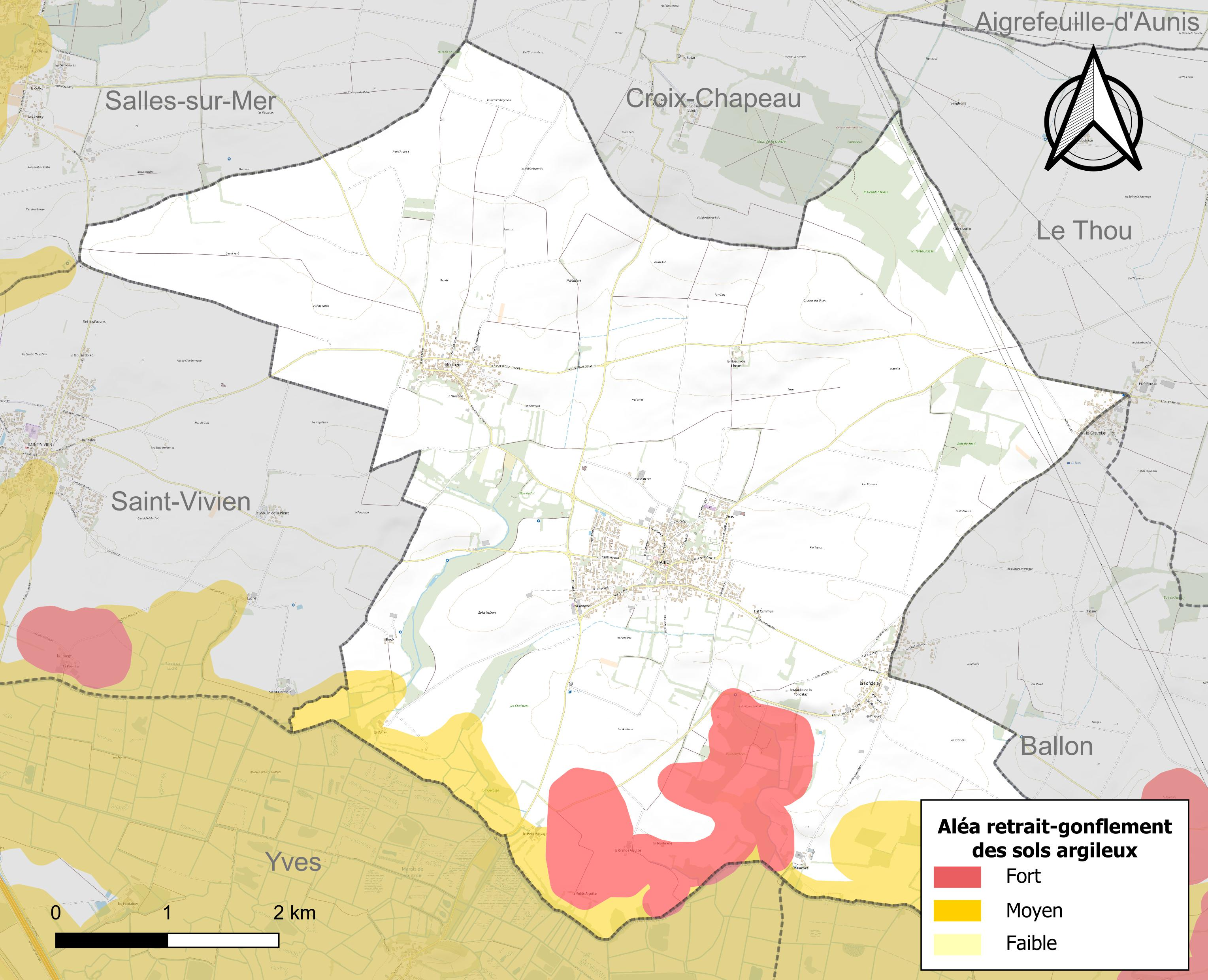
Carte des zones d'aléa retrait-gonflement des sols argileux de Thairé.

Les mouvements de terrains susceptibles de se produire sur la commune sont des tassements différentiels.
Le retrait-gonflement des sols argileux est susceptible d'engendrer des dommages importants aux bâtiments en cas d’alternance de périodes de sécheresse et de pluie. 14,1 % de la superficie communale est en aléa moyen ou fort (54,2 % au niveau départemental et 48,5 % au niveau national). Sur les 791 bâtiments dénombrés sur la commune en 2019, 8 sont en aléa moyen ou fort, soit 1 %, à comparer aux 57 % au niveau départemental et 54 % au niveau national. Une cartographie de l'exposition du territoire national au retrait gonflement des sols argileux est disponible sur le site du BRGM,.
Par ailleurs, afin de mieux appréhender le risque d’affaissement de terrain, l'inventaire national des cavités souterraines permet de localiser celles situées sur la commune.
Concernant les mouvements de terrains, la commune a été reconnue en état de catastrophe naturelle au titre des dommages causés par la sécheresse en 2003 et par des mouvements de terrain en 1999 et 2010.

#### Risques technologiques
Le risque de transport de matières dangereuses sur la commune est lié à sa traversée par une ou des infrastructures routières ou ferroviaires importantes ou la présence d'une canalisation de transport d'hydrocarbures. Un accident se produisant sur de telles infrastructures est susceptible d’avoir des effets graves sur les biens, les personnes ou l'environnement, selon la nature du matériau transporté. Des dispositions d’urbanisme peuvent être préconisées en conséquence.

## Toponymie
Le nom de la commune pourrait provenir de l'anthroponyme gallo-romain Tarius, auquel a été apposé le suffixe -acum.

## Histoire
Par ordonnance du 6 décembre 1827, réunion de l'ancienne commune de Mortagne-la-Vieille à Thairé.

## Administration

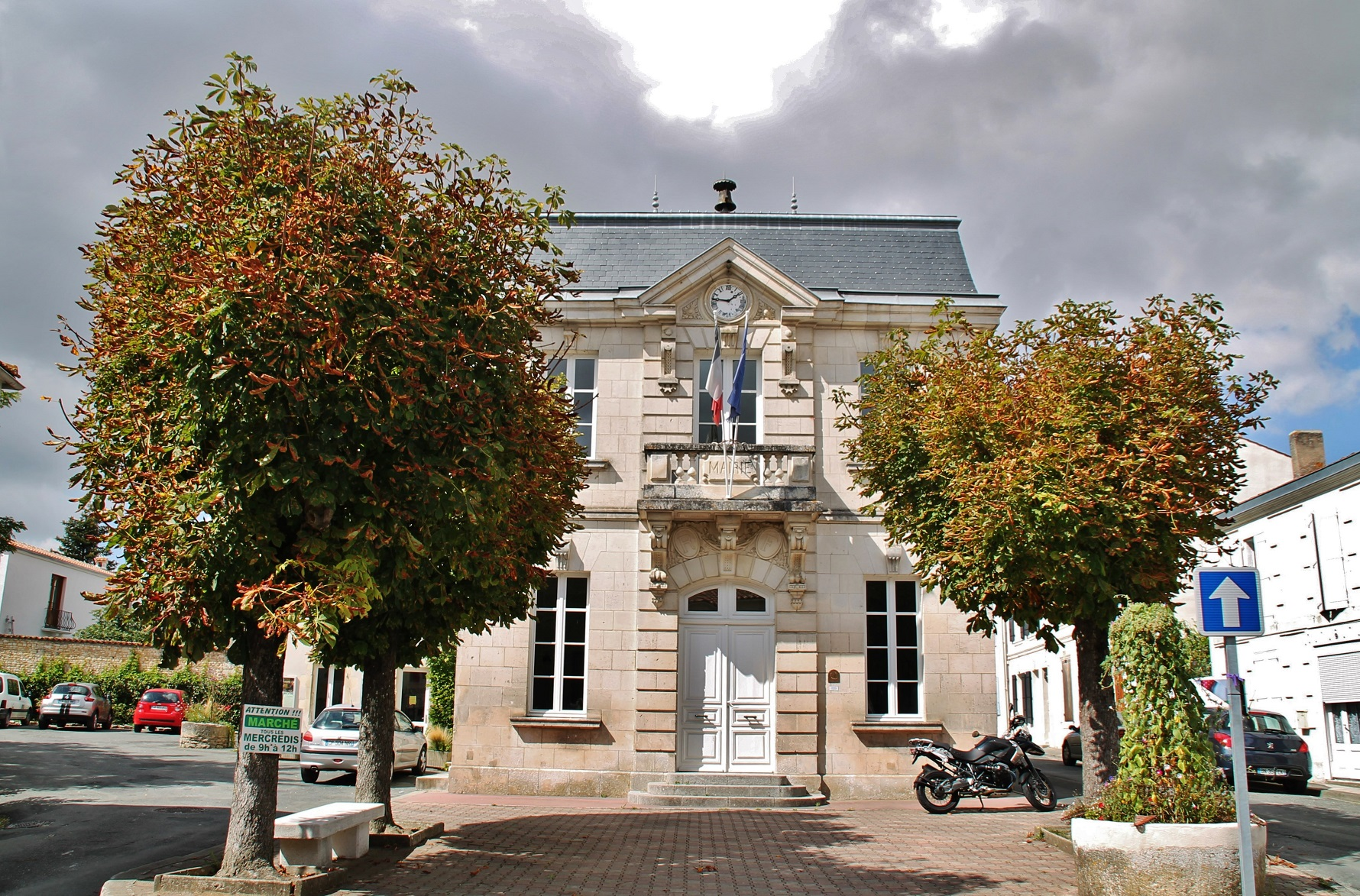
Mairie.

### Région
À la suite de la mise en application de la réforme administrative de 2014 ramenant le nombre de régions de France métropolitaine de 22 à 13, la commune appartient depuis le 1er janvier 2016 à la région Nouvelle-Aquitaine, dont la capitale est Bordeaux. De 1972 au 31 décembre 2015, elle a appartenu à la région Poitou-Charentes, dont le chef-lieu était Poitiers.

## Démographie

### Évolution démographique
L'évolution du nombre d'habitants est connue à travers les recensements de la population effectués dans la commune depuis 1793. Pour les communes de moins de 10 000 habitants, une enquête de recensement portant sur toute la population est réalisée tous les cinq ans, les populations de référence des années intermédiaires étant quant à elles estimées par interpolation ou extrapolation. Pour la commune, le premier recensement exhaustif entrant dans le cadre du nouveau dispositif a été réalisé en 2004.

En 2022, la commune comptait 1 874 habitants, en évolution de +11,88 % par rapport à 2016 (Charente-Maritime : +4,04 %, France hors Mayotte : +2,11 %).
| 1793 | 1800 | 1806 | 1821 | 1831  | 1836  | 1841  | 1846  | 1851  |
| ---- | ---- | ---- | ---- | ----- | ----- | ----- | ----- | ----- |
| 854  | 801  | 910  | 787  | 1 302 | 1 331 | 1 209 | 1 248 | 1 260 |

| 1856  | 1861  | 1866  | 1872  | 1876  | 1881  | 1886  | 1891  | 1896 |
| ----- | ----- | ----- | ----- | ----- | ----- | ----- | ----- | ---- |
| 1 299 | 1 384 | 1 369 | 1 306 | 1 307 | 1 261 | 1 208 | 1 020 | 998  |

| 1901 | 1906 | 1911 | 1921 | 1926 | 1931 | 1936 | 1946 | 1954 |
| ---- | ---- | ---- | ---- | ---- | ---- | ---- | ---- | ---- |
| 934  | 938  | 915  | 818  | 792  | 762  | 727  | 690  | 781  |

| 1962 | 1968 | 1975 | 1982 | 1990 | 1999  | 2004  | 2006  | 2009  |
| ---- | ---- | ---- | ---- | ---- | ----- | ----- | ----- | ----- |
| 769  | 774  | 724  | 886  | 951  | 1 053 | 1 280 | 1 383 | 1 469 |

| 2014  | 2019  | 2022  | - | - | - | - | - | - |
| ----- | ----- | ----- | - | - | - | - | - | - |
| 1 612 | 1 723 | 1 874 | - | - | - | - | - | - |

## Commerces
Depuis 2017, un bar associatif est ouvert place de l'église.

## Lieux et monuments
- l'église Notre-Dame de l'Assomption. Cette église fortifiée date des XIVe et XVe siècles. Son clocher a été inscrit au titre des monuments historiques par arrêté du 27 février 1925[20]. C'est une tour carrée à laquelle on accédait par un escalier à vis surmonté d'une tourelle crénelée. Une ouverture menait au chemin de ronde. Le clocher est surmonté d'une tourelle octogonale pour les cloches[21].

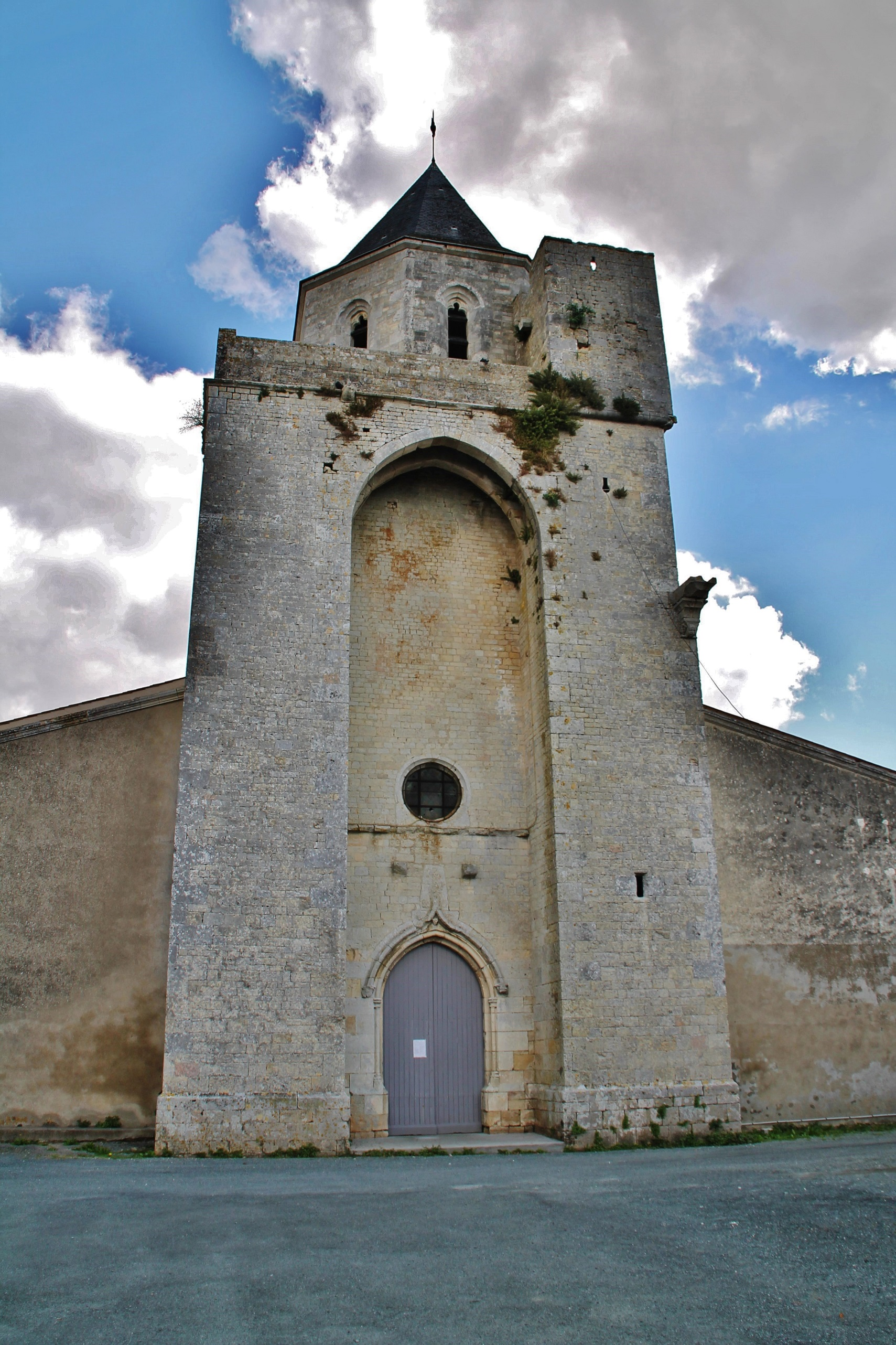
Notre-Dame de l'Assomption, clocher fortifié.
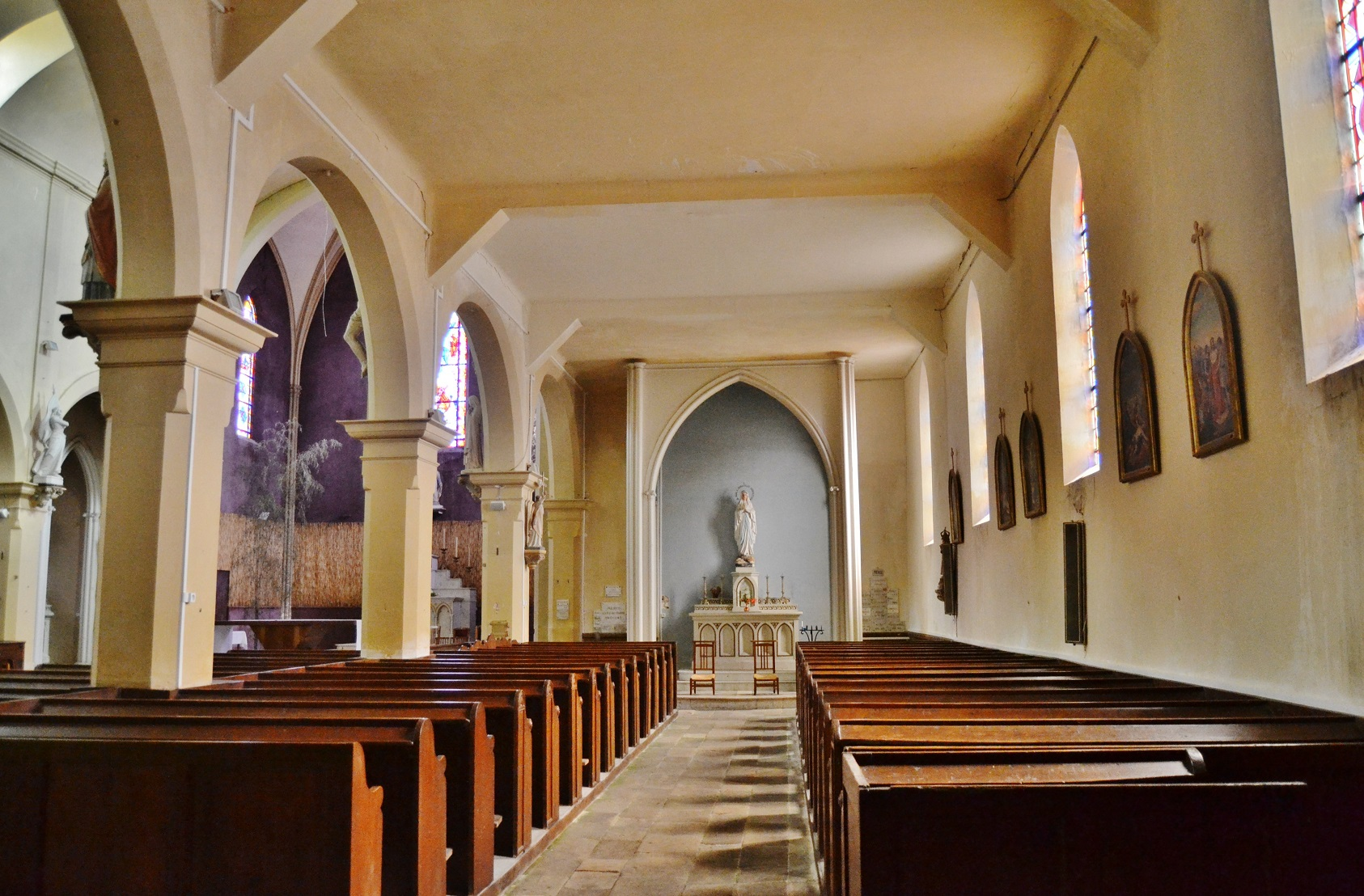
Notre-Dame de l'Assomption, intérieur.
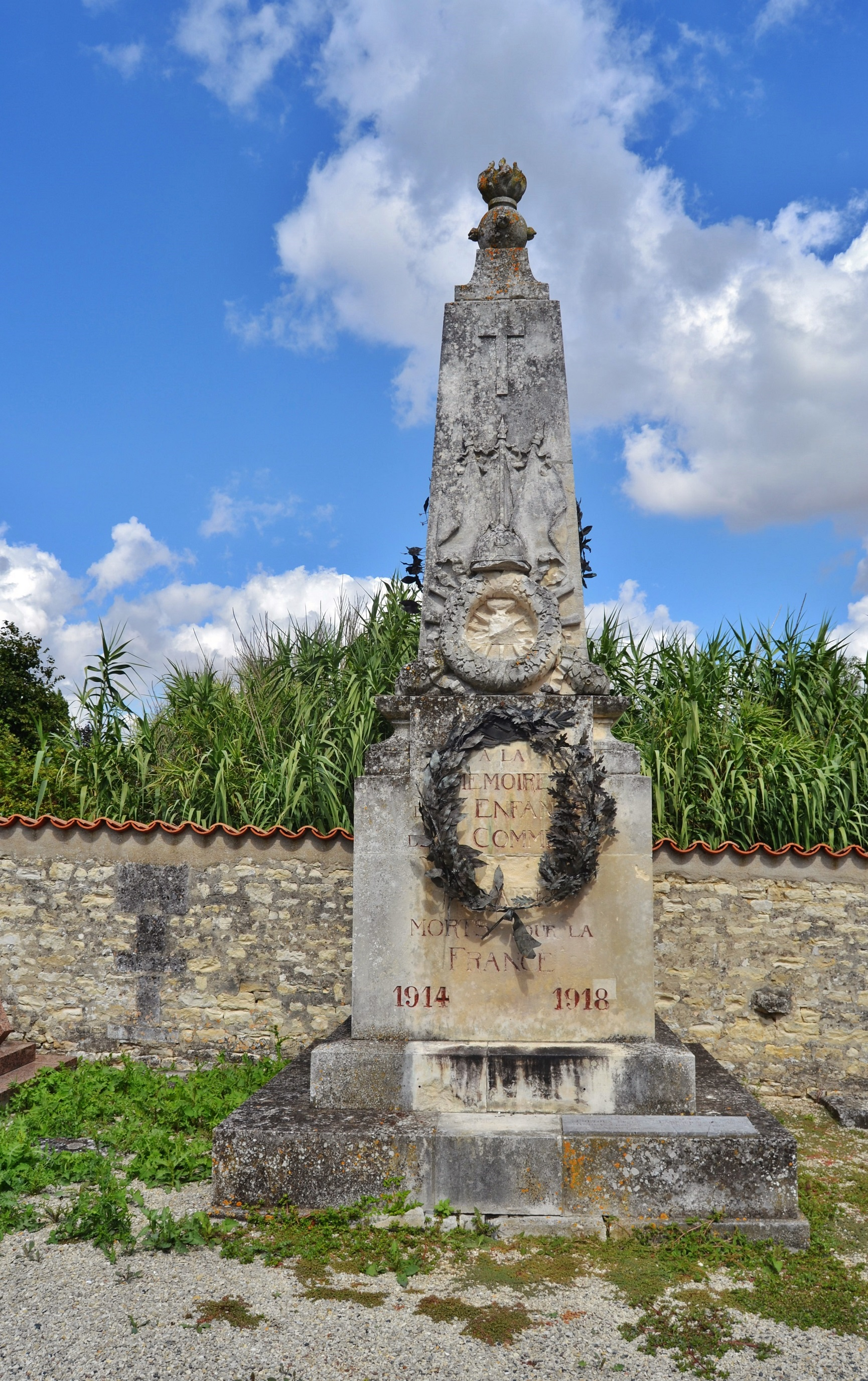
Monument aux morts.
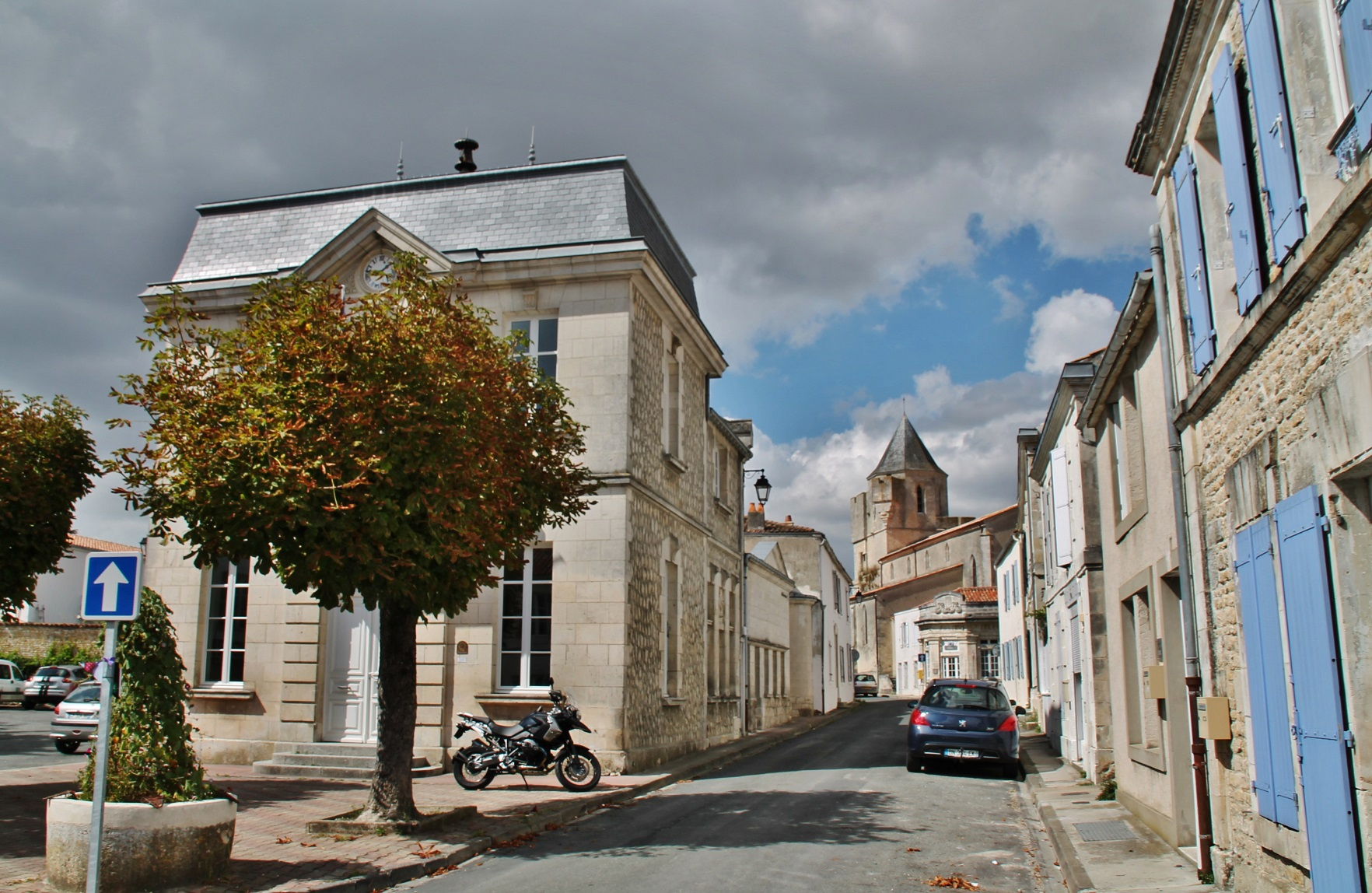
Rue.

## Cinéma
- en 2013, a été tourné dans la commune le téléfilm Les François de Jérôme Foulon ;
- Vive la colo!, série télévisée française créée par Didier Le Pêcheur et Dominique Ladoge a été tournée en Charente-Maritime et à Thairé.

## Personnalités liées à la commune
- le jurisconsulte Jean Imbert serait né vers 1490 à Thairé[22]. Il fut l'auteur des Institutions forenses, traité de procédure civile et criminelle qui fit longtemps référence dans la France d'ancien régime ;
- Jean Coyttar, médecin, est né à Thairé en 1512 ou 1513. Il était protestant et vivait dans une maison située dans la rue qui porte son nom. C'est dans cette maison de Jean Coyttar que fut signée en 1574 la trêve de La Rochelle entre les représentants de Catherine de Médicis et les négociateurs protestants.
- Georges Paul Louis Musset est né le 26 novembre 1844 à Thairé. Archiviste paléographe, il fut d’abord notaire à Thairé puis avocat à La Rochelle et enfin, conservateur de la bibliothèque, des archives municipales et du musée de 1883 à 1927. Il fut aussi conservateur des antiquités et objets d'art du département de la Charente-Maritime et également membre du conseil d'arrondissement de Rochefort. Membre de l’Académie de Belles-Lettres, Sciences et Arts de La Rochelle, il en fut le secrétaire général en 1881 et le président en 1906. Il mourut le 18 mai 1928 à la Rochelle.

## Héraldique
| Blason | Blasonnement : Écartelé : au 1er et au 4e d’argent à la croix de gueules, au 2e et au 3e d’azur à l’aigle surmontée à dextre d’une croisette et à senestre d’une fleur de lys, le tout d’or. |